# Aerosteon
Az Aerosteon a tetanurán theropoda dinoszauruszok egyik neme, amely a késő kréta korban élt a mai Argentína területén. Maradványait 1996-ban fedezték fel Mendoza tartományban. Neve az ógörög ἀήρ / aér ('levegő') és οστέων / oszteon ('csont') szavak összetételéből származik, és madárszerű jellegzetességeire utal, ugyanis a lelet bizonyítékkal szolgált arra, hogy az állat a madarakéra emlékeztető légzőrendszerrel rendelkezett.

## Anatómia

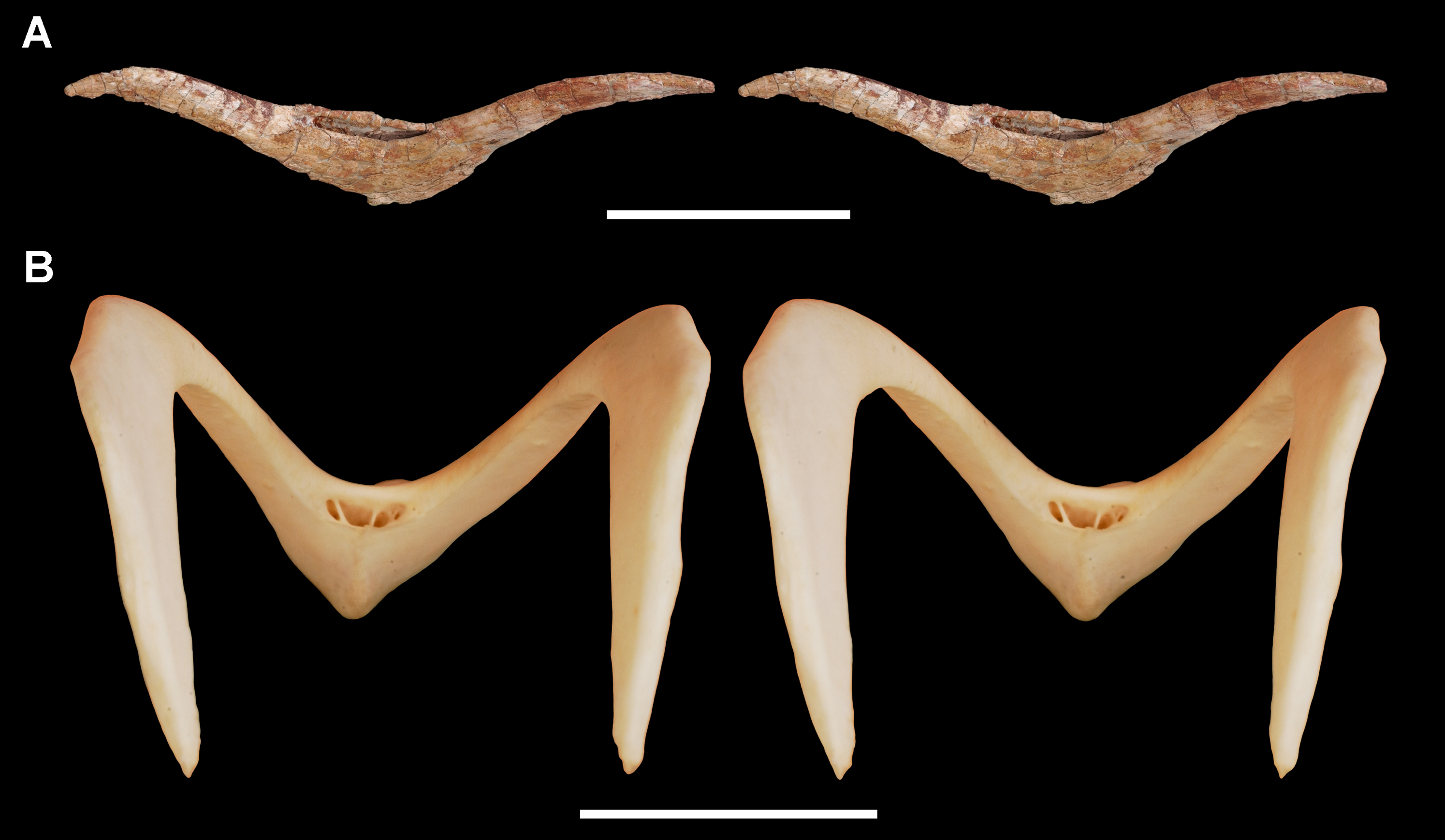
Sztereoszkópos felvétel az A. riocoloradensis (A) és az ujjas lúd, Anseranas semipalmata (B) villacsontjáról. A méreteket jelző sávok hossza 10 centiméter (A) és 2 centiméter (B).

Az Aerosteon 9 méter hosszú két lábon járó húsevő dinoszaurusz volt, amely megközelítőleg 84 millió évvel ezelőtt élt a santoni korszakban. A felfedezett maradványai között egy fog, néhány koponya csont, számos részleges vagy teljes nyak-, hát- és keresztcsonti csigolya, több nyaki, háti és hasi borda, kulcscsont (villacsont), egy bal oldali csípő, valamint egy bal és egy jobb oldali szeméremcsont található. Egyes csontjainak befejezetlen összenövése arra utal, hogy a példány nem volt teljesen kifejlett.

## Osztályozás
Úgy tűnik, hogy az Aerosteon nem illik bele a három Gondwana területén ekkoriban élt nagy méretű theropodákat tartalmazó csoportba (vagyis az Abelisauridae, a Carcharodontosauridae, és a Spinosauridae családokba). Valószínűleg egy új csoportot képvisel vagy a bazális tetanuránok egyik túlélője. Paul Sereno szerint talán a jura időszakban elterjedt allosauroideák képviselője lehet.
Az egyetlen ismert faja a típusfaj, az A. riocoloradensis, melynek neve arra utal, hogy fosszíliát a Rio Colorado-formációban találták meg.

## Fiziológia

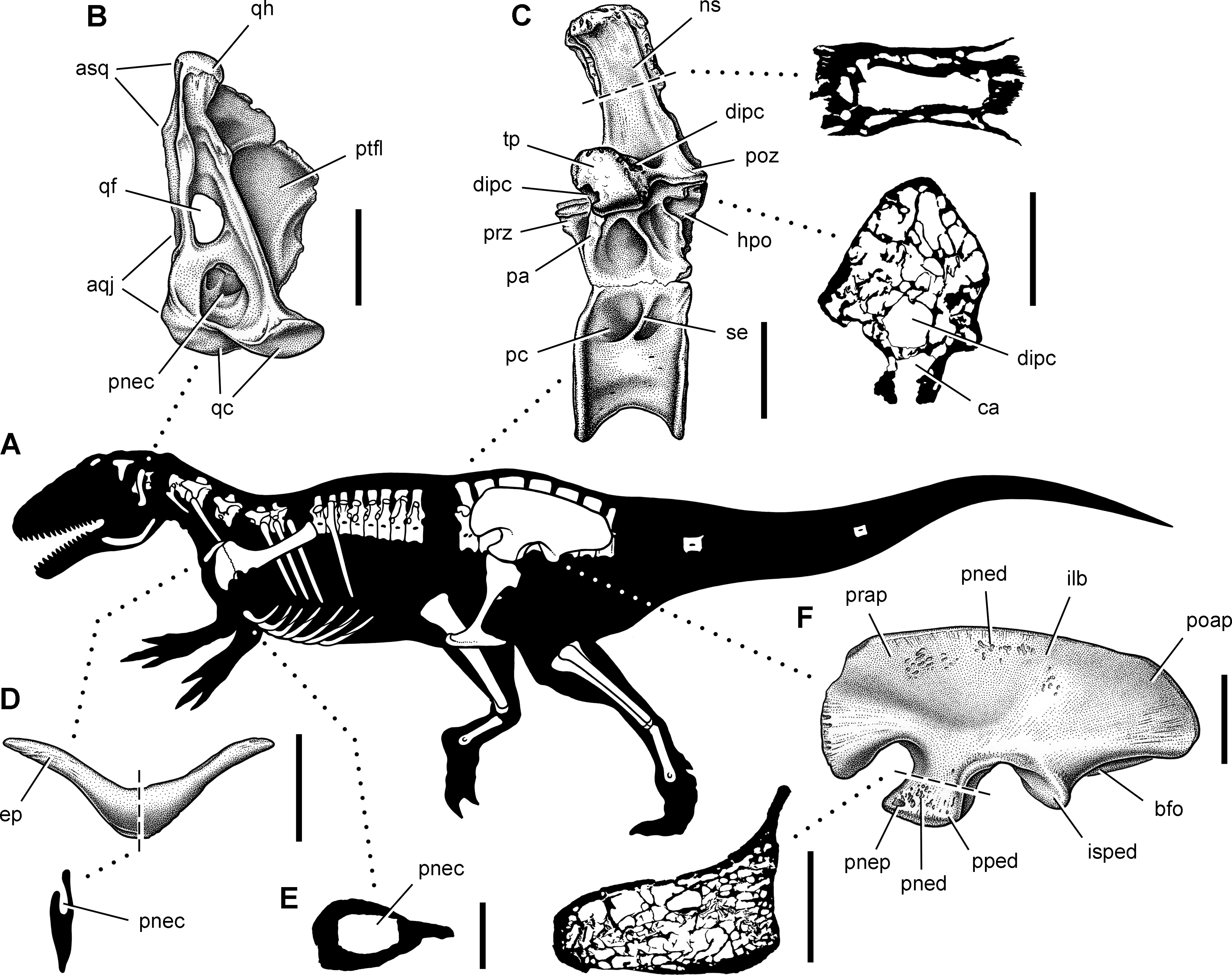
Az A. riocoloradensis pneumatikus jellegzetességei

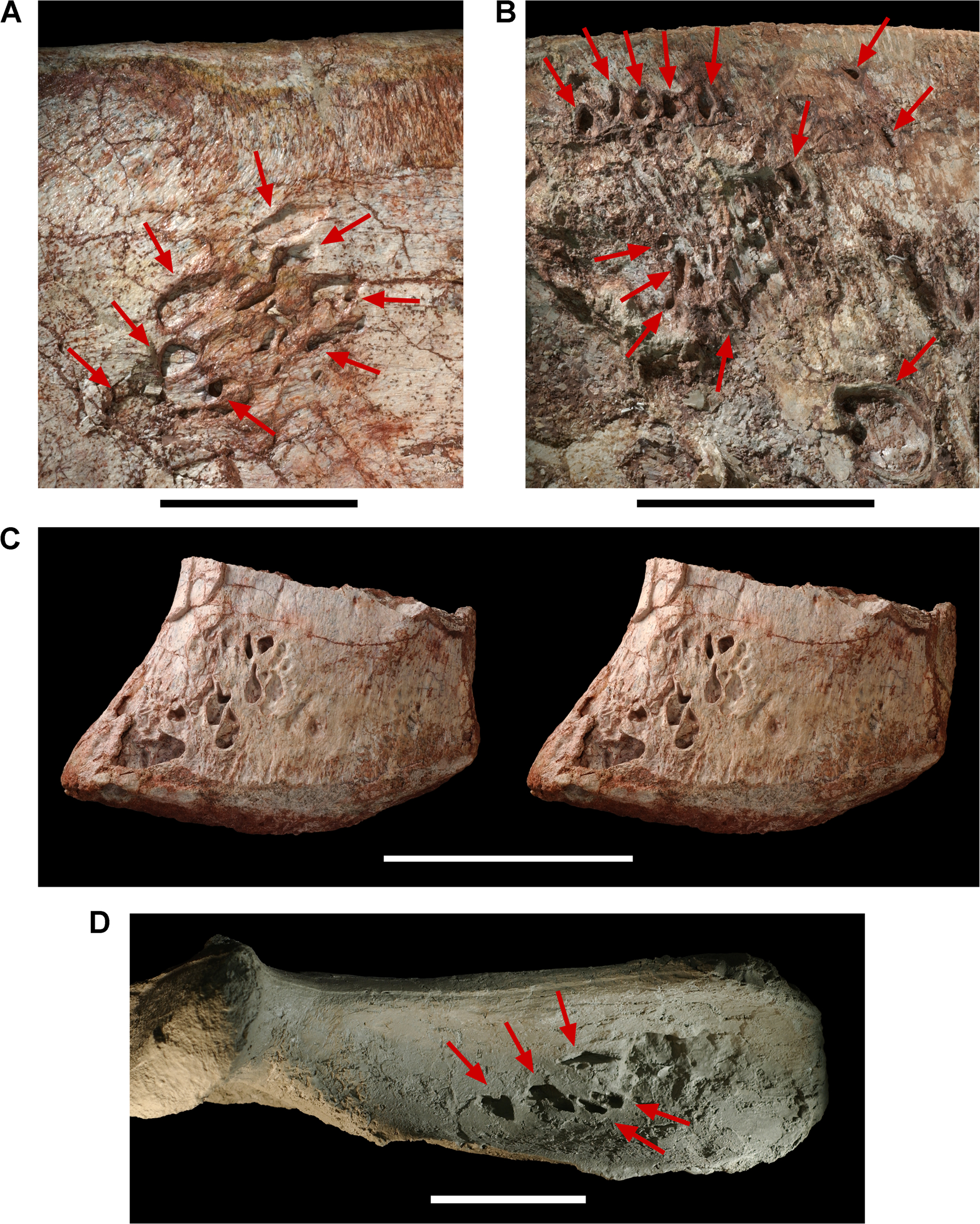
Légáteresztő nyílások az A. riocoloradensis bal csípőcsontján (A-tól D-ig)

Némelyik Aerosteon csont, például a kulcscsont, a csípő és több hasi borda pneumatizált (levegővel töltött részeket tartalmaz), ami arra utal, hogy az állatnak a mai madarakéhoz hasonló légzsák rendszere volt. Ezek a légzsákok talán fújtatóként működtek, megtöltötték levegővel, illetve kiürítették az aránylag merev tüdőket, melyek az emlősök esetében maguk végzik a levegő pumpálását. Erről a madarak légzőrendszere szolgál további információkkal.
Sereno azt feltételezi, hogy ez a keringető rendszer eredetileg a testhőmérséklet szabályozásában játszott szerepet, és a későbbiekben lett a légzőrendszer része.

## Fordítás
- Ez a szócikk részben vagy egészben  az   Aerosteon című angol Wikipédia-szócikk ezen változatának fordításán alapul.  Az eredeti cikk szerkesztőit annak laptörténete sorolja fel. Ez a jelzés csupán a megfogalmazás eredetét és a szerzői jogokat jelzi, nem szolgál a cikkben szereplő információk forrásmegjelöléseként.

## Külső hivatkozások
- José Orozco: New Birdlike Dinosaur Found in Argentina, 2008. szeptember 29. (Hozzáférés: 2008. október 7.)
- Meat-eating dinosaur had bird-like breathing, 2008. szeptember 29. [2008. október 1-i dátummal az eredetiből archiválva]. (Hozzáférés: 2008. október 7.)
- Julie Steenhuysen: Dinosaur predator breathed like a modern bird, 2008. szeptember 29. (Hozzáférés: 2008. október 7.)[halott link]